# Speeddaten
Speeddaten is een moderne vorm van daten waarbij onbekenden op één dagdeel of avond op een locatie veel verschillende potentiële partners kunnen leren kennen. Speeddaten wordt ook ‘fastdaten’ of ‘sneldaten’ genoemd.

## Geschiedenis
Rabbijn Yaacov Deyo bedacht het concept van speeddaten aan het eind van de 20ste eeuw. Hij wilde Joodse singles in Los Angeles aan een partner helpen. Zijn idee werd een rage in de Verenigde Staten. In de loop der jaren werd het steeds meer geaccepteerd als een goede manier om veel mensen te leren kennen in een relatief korte periode. Tevens zijn er steeds meer thema's omtrent speeddaten buiten het standaard man-vrouw. Zo zijn er speeddates voor onder andere: homoseksuelen, hoger opgeleiden en werkzoekenden.
Door de wereldwijde coronacrisis in 2020 werd online speeddaten populair. Het verschil is dat alle deelnemers thuis verblijven en elkaar via beeldbellen spreken.

## Werkwijze
Binnen een vooraf afgesproken tijdsbestek ontmoeten een aantal personen elkaar. Ze krijgen enkele minuten de tijd om elkaar aan tafel face-to-face te spreken. De vrouwen blijven aan hun tafel zitten en de mannen rouleren iedere keer als de bel luidt na een bepaald aantal minuten. De gesprekspartners moeten dan ja of nee aankruisen op hun matchkaart. Ja betekent interesse in een date en nee geen belangstelling. Als beide gesprekspartners ja hebben ingevuld, is er een match. Ze krijgen dan na het evenement elkaars contactgegevens van de organisatoren van de speeddate.
Speeddaten is tevens een goede manier om je sociale vaardigheden te verbeteren.
Drie opvallende verschillen tussen de beide seksen zijn:
- Speeddaten is bij vrouwen populairder dan bij mannen. De plaatsen voor de dames zijn dan ook eerder vol dan die voor de heren.
- Mannen kruisen ongeveer twee keer zo vaak ja aan als vrouwen.
- Vrijwel alle mannen gaan alleen naar een speeddate, terwijl vrouwen vaak samen met een vriendin gaan.

## Vraagtechnieken
Volgens Yaacov Deyo zijn vragen als 'Wat doe je voor de kost?' en 'Waar woon je?' niet geschikt voor een speeddate, omdat dan het gevaar bestaat dat de vraagsteller een verkeerd beeld van de ander krijgt. Betere kennismakingsvragen zijn:
- Wat doe je graag in je vrije tijd?
- Waar wil je naartoe gaan tijdens je volgende vakantie?
- Wat is je favoriete muziekinstrument?
- Wat is het prettigste wat iemand deze week voor je gedaan heeft?
- Wat doe je om gelukkig te zijn?
- Wat wil je dat er op je grafsteen komt te staan?
- Waar zie je jezelf over vijf jaar?